# Calgary Herald
El Calgary Herald es un diario canadiense anglófono publicado en Calgary, Alberta. Su mayor competidor es el Calgary Sun.
Publicado por primera vez el 31 de agosto de 1883 por Andrew Armour y Thomas Braden con el nombre de The Calgary Herald, Mining and Rance Advocate and General Advertiser, empieza como un semanario de sólo cuatro páginas que se imprimía a mano. La distribución era pequeña (una tienda de campaña localizada en la confluencia de los ríos Bow y Elbow hacía de oficina). En 1885, el Herald se convirtió en un periódico diario, pero no es hasta el otoño de 1983 que empieza a publicarse los 7 días de la semana. Hoy sale por la mañana, pero hasta agosto de 1985 era un periódico vespertino. En noviembre de 2000, lo adquiere Southam Newspapers (hoy la filial CanWest News Services de CanWest Global Communications).
El Herald también publica Neighbours, un periódico comunitario semanal que se distribuye junto con el Herald en ciertas partes de Calgary. En la primavera de 2005, el Herald se unió con varias filiales de la CanWest Global para lanzar Dose, un diario gratuito que está dirigido a los jóvenes de 18 a 35 años que usan el transporte público a diario.